# El Golfo, Spanien
El Golfo är en ort i Spanien.   Den ligger i provinsen Provincia de Las Palmas och regionen Kanarieöarna, i den sydvästra delen av landet, 1 600 km sydväst om huvudstaden Madrid. El Golfo ligger 2 meter över havet och antalet invånare är 500. Den ligger på ön Lanzarote.
Terrängen runt El Golfo är kuperad åt sydost, men norrut är den platt. Havet är nära El Golfo åt nordväst. Runt El Golfo är det ganska glesbefolkat, med 23 invånare per kvadratkilometer. Närmaste större samhälle är Puerto del Carmen, 17,3 km öster om El Golfo. Trakten runt El Golfo är ofruktbar med lite eller ingen växtlighet.